# Black Jack (film 1979)
Black Jack è un film del 1979 diretto da Ken Loach.

## Trama
Inghilterra, 1750. Il francese Black Jack, dopo essere scampato al capestro delle autorità britanniche, inizia una mirabolante fuga attraverso la campagna dello Yorkshire in compagnia di Tolly, un ragazzo in grado di tradurre il suo bizzarro linguaggio, e Belle, una ribelle adolescente aristocratica fuggita dalla casa paterna.